# 2001 OQ108
2001 OQ108 est un objet transneptunien de la famille des cubewanos. 

## Caractéristiques
2001 OQ108 mesure environ 221 km de diamètre.